# Semaprochilodus taeniurus
Semaprochilodus taeniurus är en fiskart som först beskrevs av Achille Valenciennes 1821.  Semaprochilodus taeniurus ingår i släktet Semaprochilodus och familjen Prochilodontidae. IUCN kategoriserar arten globalt som livskraftig. Inga underarter finns listade i Catalogue of Life.